# Сава Димитријевић
Сава Димитријевић (Панчево, 24. август/7. септембар 1847 — Београд, 25. септембар 1927) био је српски архитекта и академик.
Био је дописни члан Српског ученог друштва од почетка 1884. и почасни члан Српске краљевске академије, данас Српске академије наука и уметности, од новембра 1892.
Његов рад био је међу добитничким по конкурсу за израду плана за регулацију и уређење простора између граница старог и новог грађевинског реона у граду Београду.